# Alketa Vejsiu
Alketa Vejsiu (Tirana, 19 gennaio 1984) è una conduttrice televisiva, conduttrice radiofonica e produttrice televisiva albanese.
Ha incominciato la sua carriera come speaker radiofonica sull'emittente Top Albania Radio, dopo di che ha intrapreso la carriera musicale prendendo parte al Festivali i Këngës.
Alketa Vejsiu è però principalmente nota come conduttrice televisiva: in patria ha condotto svariati programmi come Dance with Me e le edizioni albanesi di Chi ha incastrato Peter Pan? e X Factor. Dopo aver presentato il FiK nel 2019, nel 2020 è tra le co-conduttrici del Festival di Sanremo.

## Televisione
- Dancing with the Stars Albania (Vizion Plus, 2010)
- X Factor (TV Klan, 2012-2015)
- Dance with Me (TV Klan, 2014-2018, 2022)
- Your Face Sounds Familiar (TV Klan, 2016-2017)
- Festivali i Këngës (RTSH, 2019)
- Festival di Sanremo (Rai 1, 3ª serata, 2020)
- Love Story (TV Klan) (dal 2020)